# Allata lignea
Allata lignea är en fjärilsart som beskrevs av Arnold Pagenstecher 1894. Allata lignea ingår i släktet Allata och familjen tandspinnare. Inga underarter finns listade i Catalogue of Life.